# Dylan Minnette
 (octobre 2020).
Dylan Minnette est un acteur, chanteur et musicien américain, né le 29 décembre 1996 à Evansville (Indiana).
Il est principalement connu pour son rôle de Clay Jensen dans la série télévisée américaine 13 Reasons Why.
En parallèle, il fait aussi partie du groupe Wallows dont il est le chanteur principal et musicien.

## Biographie
Dylan Christopher Minnette est né le 29 décembre 1996, à Evansville (Indiana). Il est le fils de Robyn et Craig Minnette. Il a déménagé brièvement à Champaign, Illinois, pendant 5 ans, et plus tard déménagé à Los Angeles pour poursuivre sa carrière d'acteur.

### Carrière

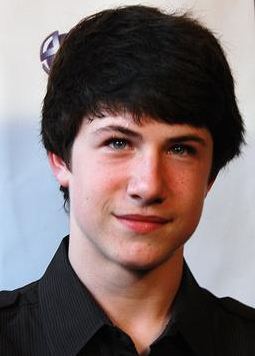
Dylan Minnette en 2010.

### Acteur
Dylan Minnette tient son premier rôle le temps d'un épisode de la série Drake et Josh. Il a  depuis interprété divers rôles dans les films L'Année sans un Père Noël sur NBC, un orphelin dans Frère Noël (Fred Claus), Todd Lyons dans The Clique et Noé Framm dans Les Copains des neiges (Snow Buddies). Il incarne aussi des rôles notables à la télévision, tels que la version jeune de Michael Scofield dans Prison Break et Clay Norman dans Saving Grace. Mais également un jeune patient nommé Ryan dans la série médicale à succès Grey's Anatomy.
En 2010, il joue Kenny, un tyran, dans Laisse-moi entrer (Let Me In), remake du film suédois, Let the Right One In. Il est également apparu dans plusieurs publicités et dans quatre épisodes de Lost : Les Disparus où il incarne le fils de Jack Shepard dans la narration parallèle à l'histoire principale et dans The Crow and the Butterfly vidéo du groupe de rock Shinedown.
En 2016, il joue notamment dans le thriller, Don't Breathe : La Maison des ténèbres.
En 2017, il rejoint le casting principal de la série télévisée américaine de Netflix, 13 Reasons Why, dans le rôle de Clay Jensen. La série est produite notamment par Selena Gomez, diffusée depuis le 31 mars 2017 sur Netflix,,.
En 2024, il déclare prendre une pause avec le métier d'acteur

### Musique
Dylan est le chanteur et guitariste dans le groupe Wallows (anciennement The Feaver, puis The Narwhals) avec Zack Mendenhall (basse), Cole Preston (batterie) et Braeden Lemasters (chant et guitare). Les Narwhals ont remporté une bataille du concours de groupes (2010), parrainé par 98,7 FM et a joué au Vans Warped Tour 2011. Le groupe a joué depuis dans de nombreuses salles connues de Los Angeles, dont The Roxy et Whisky a Go Go. Leur chanson Man saignement a été utilisée dans la promo pour la saison 2 de R.L. Stine's The Haunting Hour. Au début de 2014, le groupe a changé son nom de « The Feaver » à « The Narwhals ».
En avril 2017, le groupe a publié son premier single sous le nom de groupe Wallows, Pleaser. Le mois suivant, ils ont publié un deuxième single, intitulé Sun Tan puis Uncomfortable en septembre.
En 2018, le groupe signe avec la maison de disque « Atlantic Records ». Leur premier album « Nothing Happens » est sorti le 22 mars 2019.
En 2019, le groupe effectue une tournée mondiale, débutant par les États-Unis puis passant par l'Europe, notamment en France.
En mars 2022, le groupe sort leur deuxième album “Tell Me That It’s Over”.
En mai 2024, le groupe sort leur troisième album "Model"
En 2025, le groupe sort l'EP "More"

### Vie privée
De 2014 à 2018, il est en couple avec Kerris Dorsey, rencontrée sur le tournage du film Alexandre et sa journée épouvantablement terrible et affreuse.
De 2018 à 2022 il est en couple avec Lydia Night, chanteuse du groupe punk rock The Regrettes (en).
Depuis juin 2023, il est en couple avec Isabella Elei, mannequin canadienne.

## Filmographie

### Cinéma

#### Longs métrages
- 2007 : Game of Life (en) de Joseph Merhi : Billy
- 2007 : Frère Noël (Fred Claus) de David Dobkin : un enfant orphelin
- 2008 : Les Copains des neiges (Snow Buddies) de Robert Vince : Noah Framm
- 2010 : Laisse-moi Entrer (Let Me In) de Matt Reeves : Kenny
- 2013 : Prisoners de Denis Villeneuve : Ralph Dover
- 2013 : Last Days of Summer de Jason Reitman : Henry Wheeler (adolescent)
- 2014 : Alexandre et sa journée épouvantablement terrible et affreuse (Alexander and the Terrible, Horrible, No Good, Very Bad Day) de Miguel Arteta : Anthony Cooper
- 2015 : Chair de poule, le film (Goosebumps) de Rob Letterman : Zack Cooper
- 2016 : Don't Breathe : La Maison des ténèbres de Fede Álvarez : Alex
- 2017 : The Disaster Artist de James Franco
- 2018 : The Open House de Matt Angel et Suzanne Coote : Logan Wallace
- 2022 : Scream de Tyler Gillett et Matt Bettinelli-Olpin : Wes Hicks

### Télévision

#### Séries télévisées
- 2005 : Mon oncle Charlie : Charlie petit (saison 2, épisode 20)
- 2005 : Drake et Josh : Jeffrey (saison 3, épisode 15)
- 2005–2009 : Prison Break : Michael Scofield enfant (5 épisodes)
- 2006 : MADtv : Billy (1 épisode)
- 2006 : Enemies : Jack Graham Jr. (1 épisode)
- 2007 : Grey's Anatomy : Ryan (saison 4, épisode 5)
- 2007–2010 : Saving Grace : Clay Norman (40 épisodes)
- 2008 : Supernatural : Danny Carter (saison 4, épisode 11)
- 2008 : Mentalist : Frankie O'Keefe (saison 1, épisode 2)
- 2010 : Lost : Les Disparus : David Shephard (4 épisodes)
- 2010–2011 : Men of a Certain Age : Reed (4 épisodes)
- 2011 : Lie to Me (saison 3, épisode 10)
- 2011 : Medium : Cameron Berkley (saison 7, épisode 1)
- 2012 : Awake : Rex Britten (13 épisodes)
- 2012 : New York, unité spéciale : Luca Gabardelli (saison 13, épisode 21)
- 2013 : Nikita : Stefan Tasarov (saison 3, épisode 13)
- 2014 : Marvel : Les Agents du SHIELD : Blizzard[7] (2 épisodes)
- 2014 : Scandal : Fitzgerald « Jerry » Thomas Grant IV (6 épisodes)
- 2017–2020 : 13 Reasons Why : Clay Jensen (49 épisodes)
- 2022 : The Dropout : Tyler Shultz

#### Téléfilms
- 2006 : The Year Without a Santa Claus (en) de Ron Underwood : Iggy Thistlewhite

### Clips
- 2019 : Are You Bored Yet? (en) - Wallows
- 2019 : Scrawny - Wallows
- 2020 : OK - Wallows

## Distinctions
Sauf indication contraire, les informations mentionnées dans cette section peuvent être confirmées par la base de données cinématographiques IMDb,  présente dans la section « Liens externes ».
| Année | Prix                                              | Catégorie                                                               | Nomination                                                    | Résultat   |
| ----- | ------------------------------------------------- | ----------------------------------------------------------------------- | ------------------------------------------------------------- | ---------- |
| 2008  | 29e cérémonie des Young Artist Awards (en)        | Meilleure performance dans une série - 10 ans ou moins                  | Saving Grace                                                  | Lauréat    |
| 2009  | 30e cérémonie des Young Artist Awards (en)        | Meilleure performance dans une série - acteur invité                    | Mentalist                                                     | Nomination |
| 2009  | 30e cérémonie des Young Artist Awards (en)        | Meilleure performance dans une série - acteur récurrent                 | Saving Grace                                                  | Nomination |
| 2011  | 32e cérémonie des Young Artist Awards (en)        | Meilleure performance dans un film                                      | Laisse-moi Entrer                                             | Nomination |
| 2011  | 32e cérémonie des Young Artist Awards (en)        | Meilleure performance dans un film - cast                               | Laisse-moi Entrer                                             | Nomination |
| 2011  | 32e cérémonie des Young Artist Awards (en)        | Meilleure performance dans une série - acteur invité entre 14 et 17 ans | Medium                                                        | Lauréat    |
| 2011  | 32e cérémonie des Young Artist Awards (en)        | Meilleure performance dans une série - acteur récurrent                 | Lost : Les Disparus                                           | Nomination |
| 2013  | 85e cérémonie des National Board of Review Awards | Meilleure distribution                                                  | Prisoners                                                     | Nomination |
| 2015  | 36e cérémonie des Young Artist Awards (en)        | Meilleure performance dans un film - Casting                            | Alexandre et sa journée épouvantablement terrible et affreuse | Lauréat    |